# Monument aux morts d'Autun
Le monument aux morts d'Autun est un monument commémoratif situé à Autun, en Saône-et-Loire en France, érigé en 1923 par l'architecte Claudius Malord et le sculpteur Alfred Jean Halou. Il commémore les citoyens autunois morts à la guerre depuis la Première Guerre mondiale. Il est inscrit monument historique en 2016.

## Historique
L'érection d'un monument aux morts à Autun est délibérée par le conseil municipal le 13 juillet 1919. Son emplacement, place du Champ-de-Mars, à l'angle des rues aujourd'hui dénommées rue du Général-André-Demetz et rue Jean-et-Bernard-de-Lattre-de-Tassigny, est choisi le 8 août 1920. Le projet du sculpteur Alfred Jean Halou est voté par un comité à 26 voix sur 43, décision approuvée par le conseil municipal, qui accorde un devis de 108 000 francs. Sa réalisation coûte un total de 140 000 francs.
La construction du monument est achevée en septembre 1923. Il est inauguré le 2 décembre qui suit par le ministre de l'Instruction publique et des Beaux-arts Léon Bérard. La même année, le modèle en plâtre est exposé au Salon d'automne de Paris.
Il figure à l'origine les noms des morts autunois de la Première Guerre mondiale, auxquels sont ajoutés ceux de la Seconde Guerre mondiale, de la guerre d'Indochine et de la guerre d'Algérie.
Le monument est inscrit au titre des monuments historiques en 2016. Il est protégé en totalité, ses aménagements compris.

## Sculptures
Le monument est fait de calcaire. Sur le piédestal, à quatre faces, figurent des femmes veuves en pleur avec leur enfant orphelin. Au sommet, sur un socle, une Victoire soutient un homme mourant,.

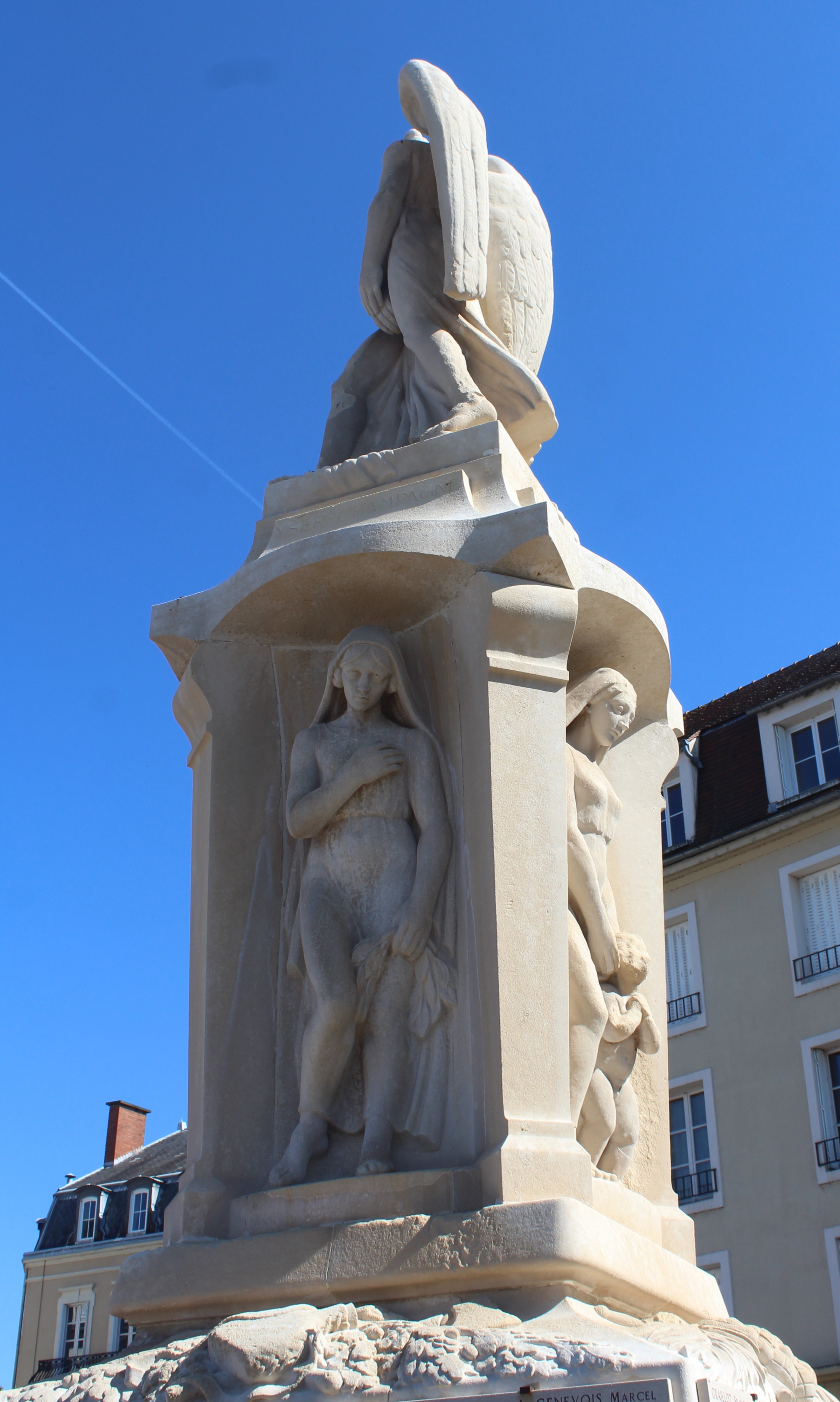
Les quatre femmes sur le piédestal.
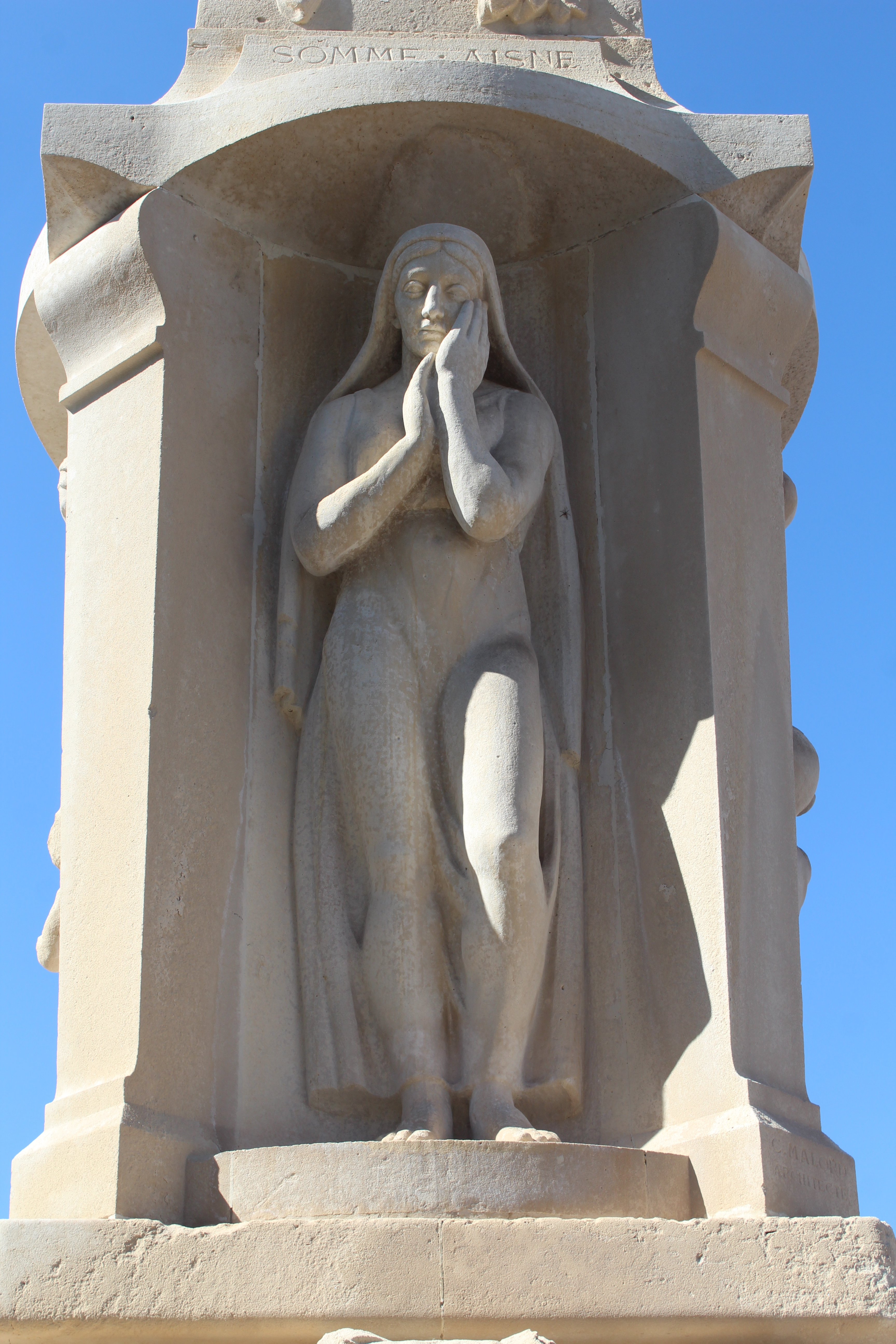
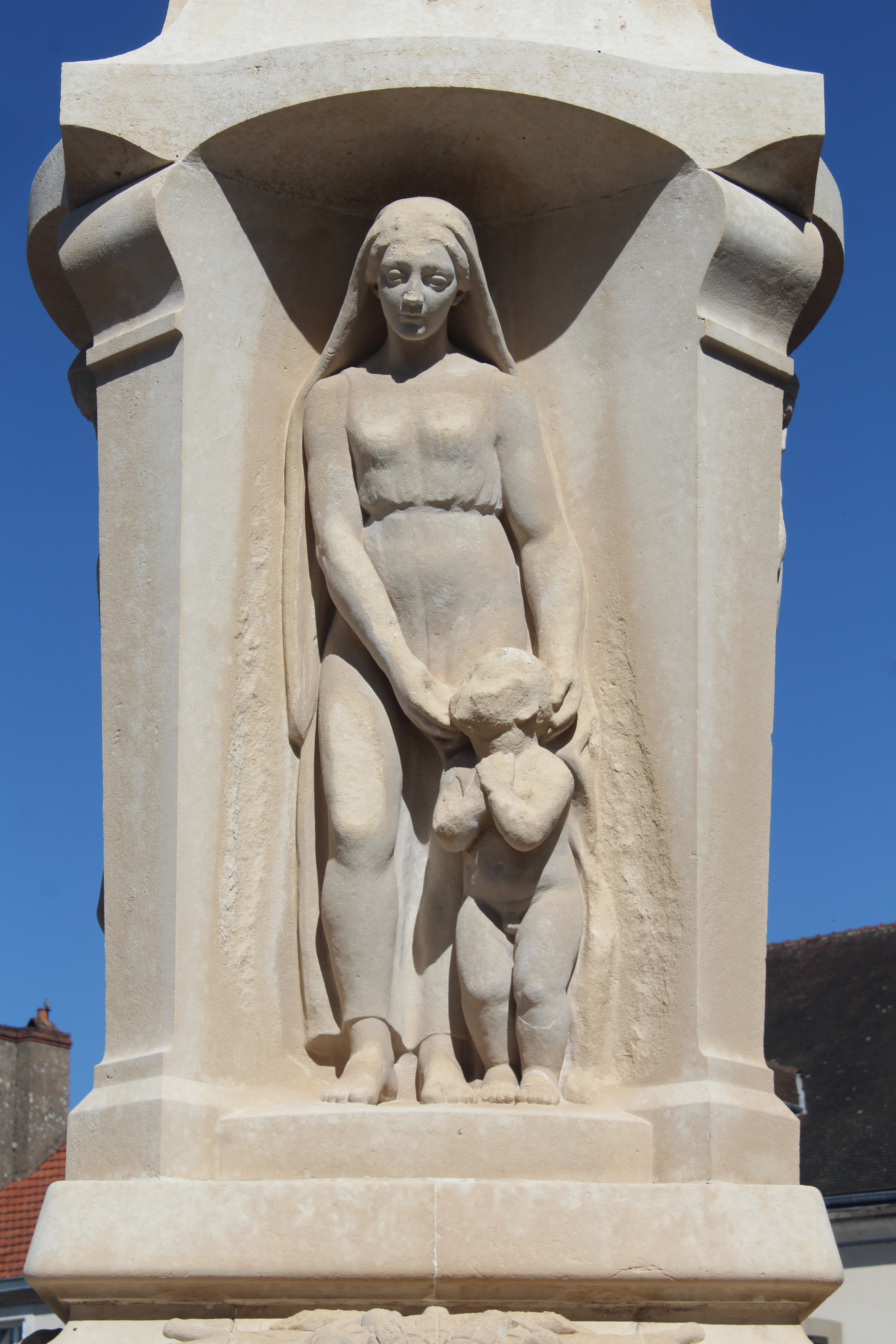
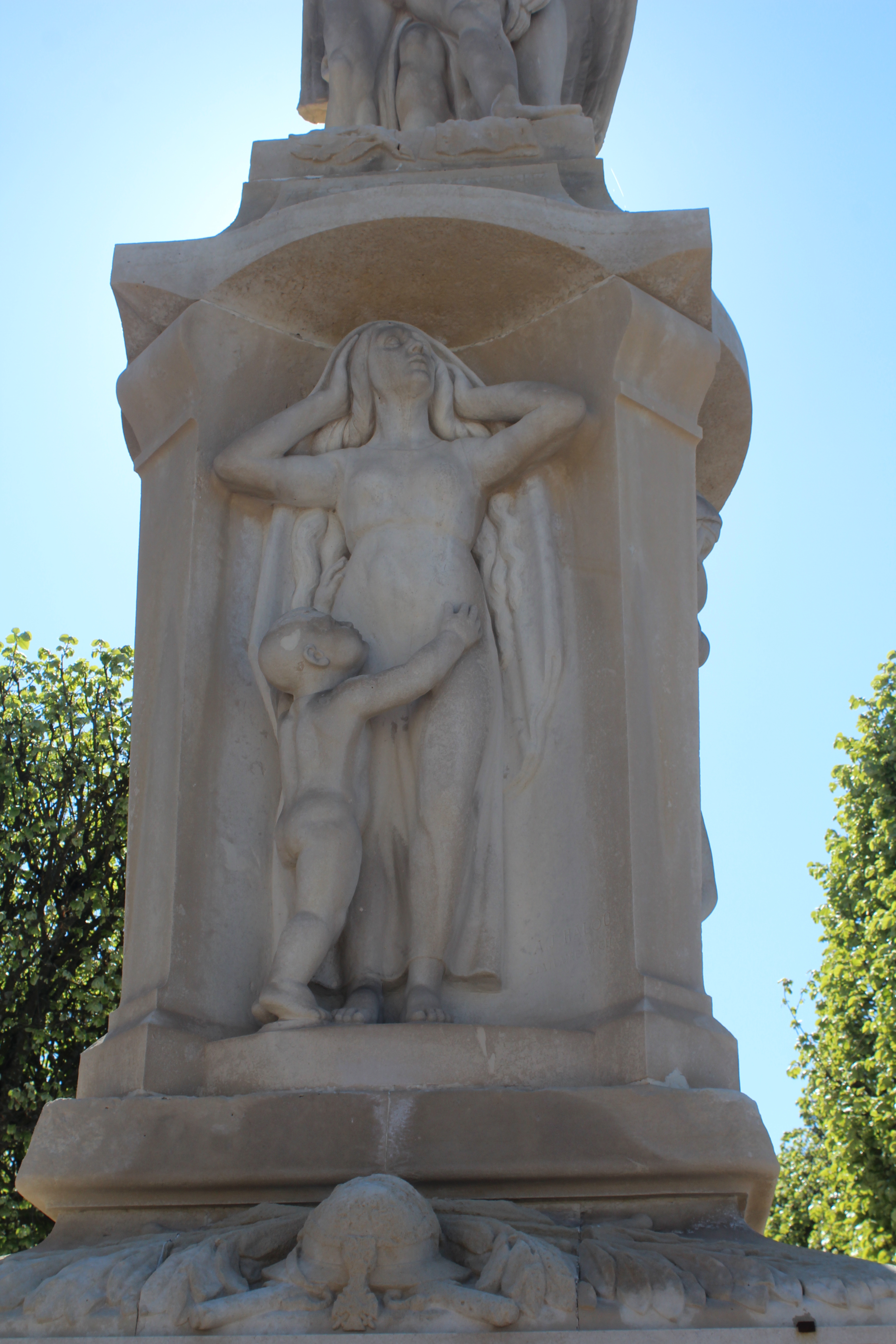
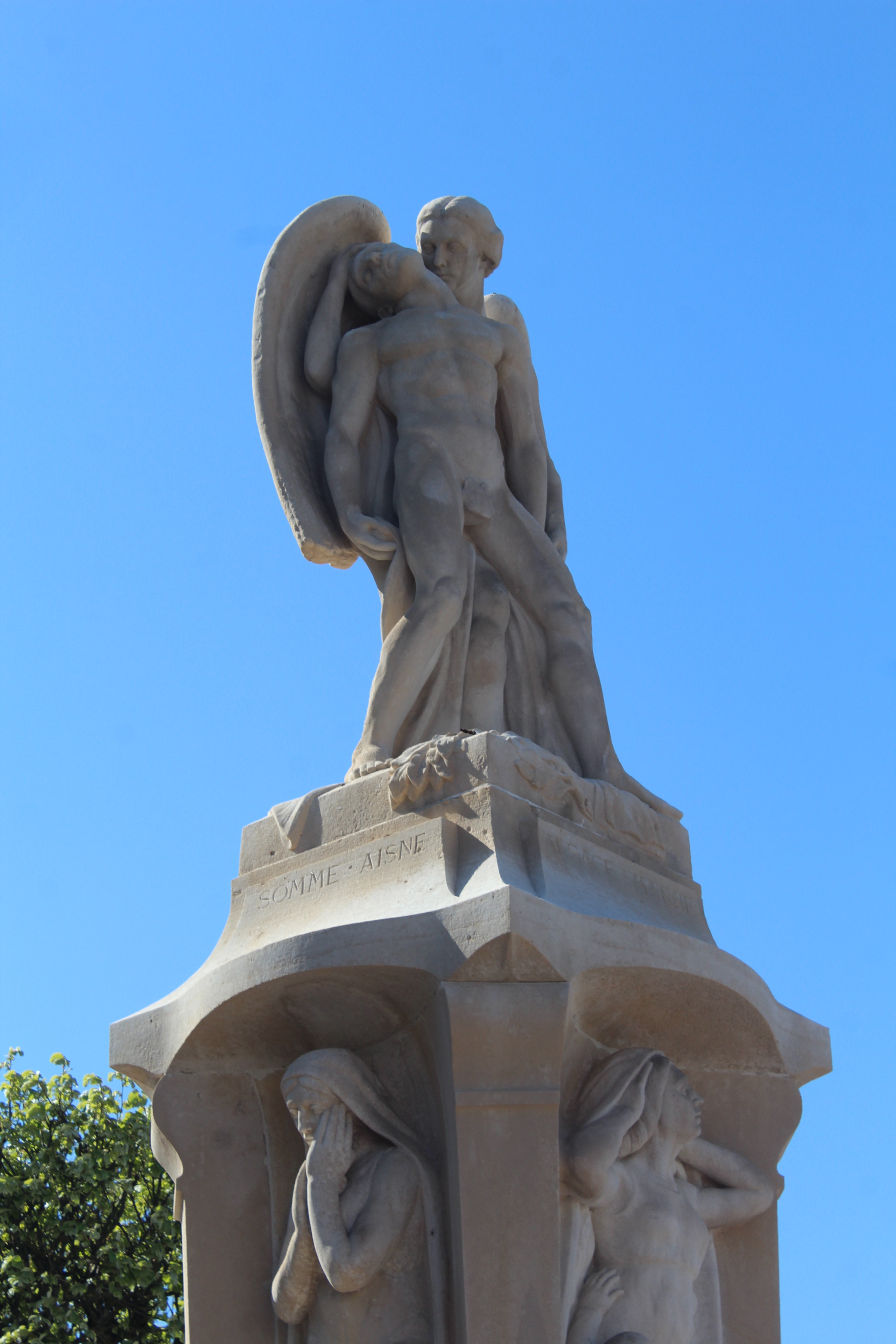
Le sommet du monument.
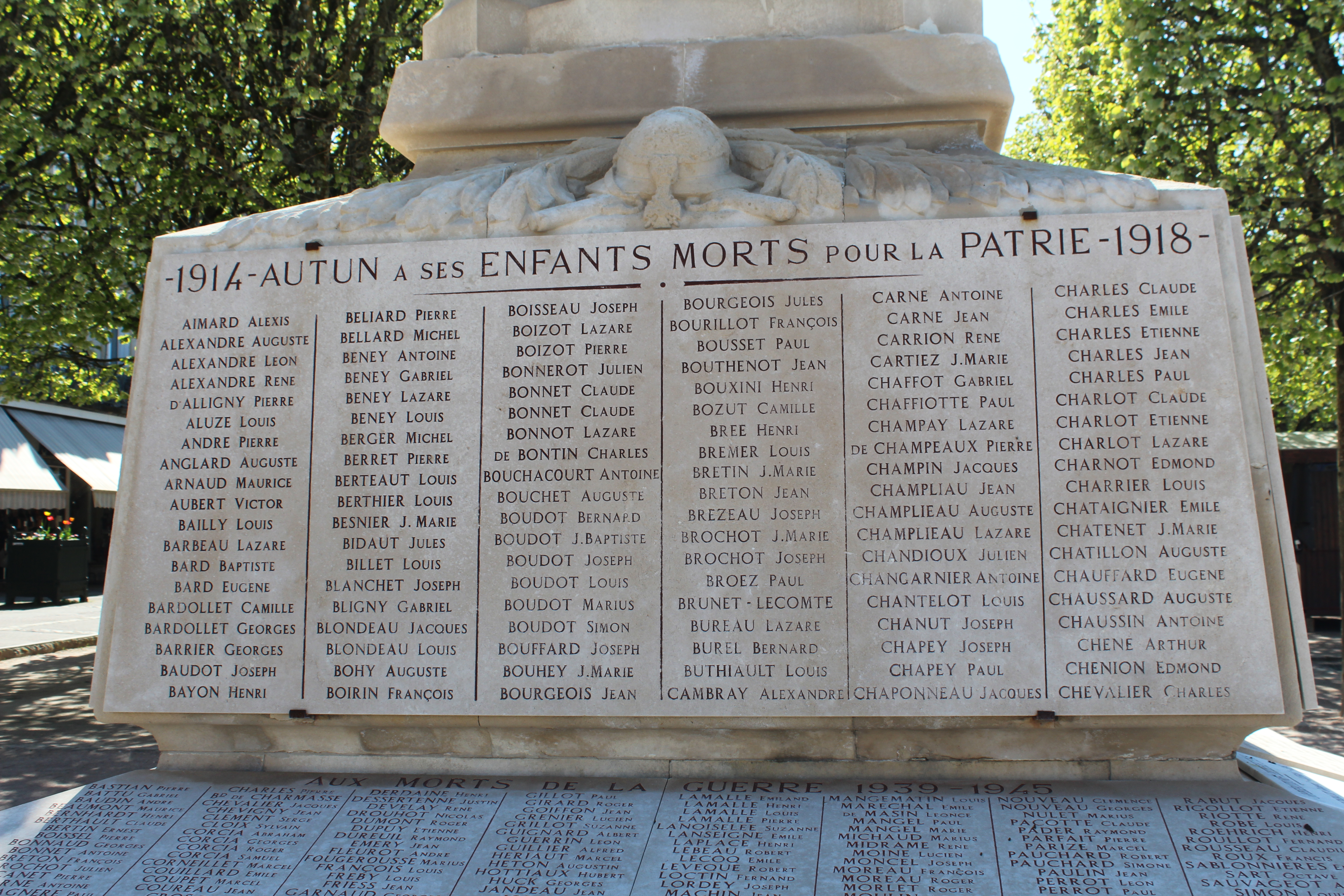
Le début de la liste des poilus morts.
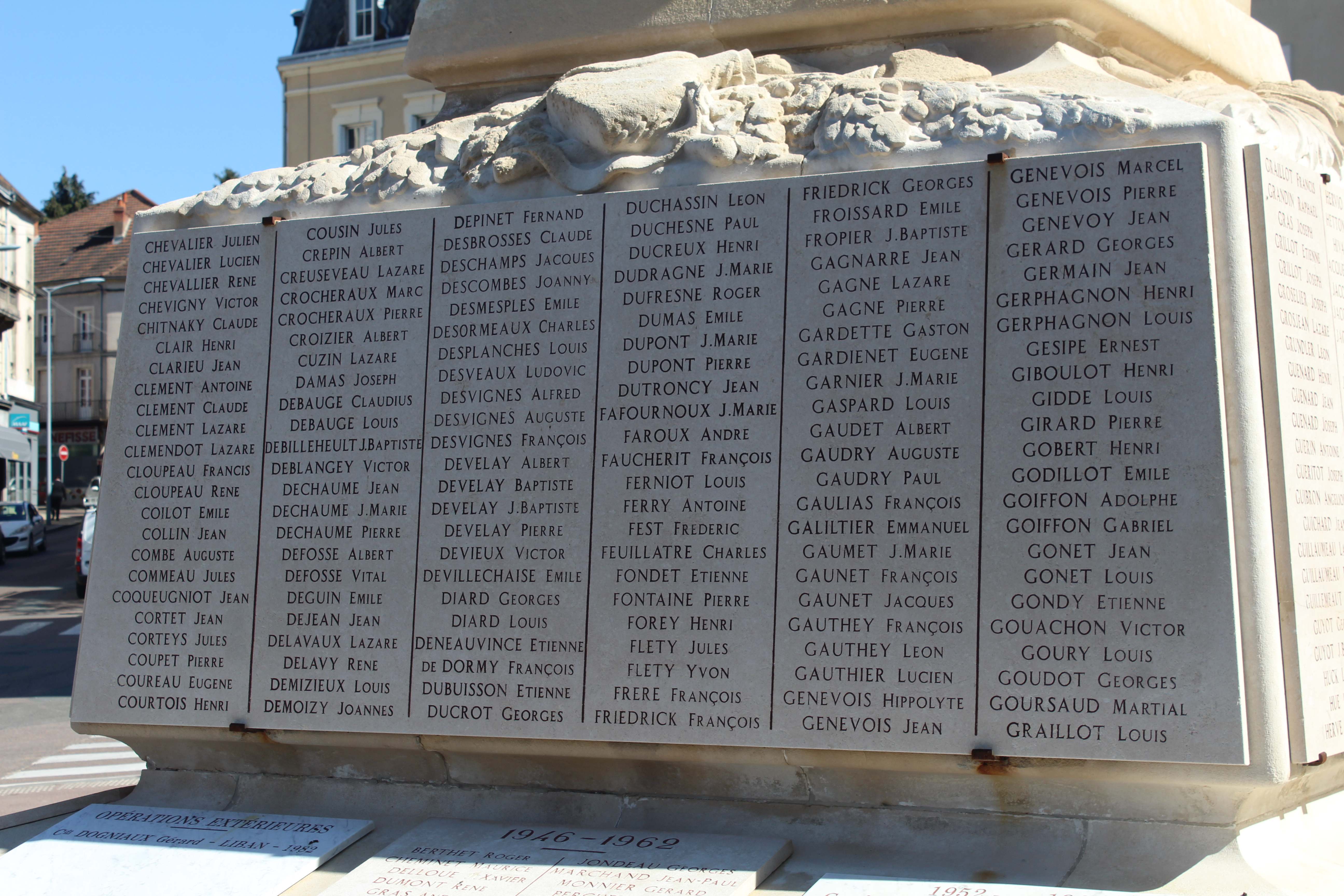